# Leguta chelifera
Leguta chelifera är en plattmaskart som först beskrevs av Tor Karling 1954, och fick sitt nu gällande namn av Tor Karling 1980. Leguta chelifera ingår i släktet Leguta och familjen Koinocystididae. Arten är reproducerande i Sverige. Inga underarter finns listade i Catalogue of Life.